# (3918) Brel
Pour les articles homonymes, voir Brel (homonymie).
(3918) Brel est un astéroïde de la ceinture principale.

## Description
(3918) Brel est un astéroïde de la ceinture principale, nommé d'après l'auteur et chanteur belge Jacques Brel (1929-1978).
Il a été découvert le 13 août 1988 à l'observatoire de Haute-Provence (Saint-Michel-l'Observatoire) par les astronomes Éric Elst et G. Sause. Sa désignation provisoire était  1988 PE1.